# Ајда (Луизијана)
Ајда (енгл. Ida) град је у америчкој савезној држави Луизијана.

## Демографија
По попису из 2010. године број становника је 221, што је 37 (-14,3%) становника мање него 2000. године.
| Група             | 2000.       | 2010.       |
| Белци             | 251 (97,3%) | 212 (95,9%) |
| Афроамериканци    | 4 (1,6%)    | 2 (0,9%)    |
| Азијати           | 0 (0,0%)    | 0 (0,0%)    |
| Хиспаноамериканци | 1 (0,4%)    | 1 (0,5%)    |
| Укупно            | 258         | 221         |